# Буткішке
Буткішке (Butkiškė) — село у Литві, Расейняйський район, Аріогальське староство, знаходиться за 4 км від села Аріогала. 2013 року в Бутаутаї проживало 417 людей. Розташоване неподалік від міжнародного автошляху E85 та автомобільної магістралі А-1 Вільнюс — Каунас — Клайпеда.

## Принагідно
- Butkiškės kaimo bendruomenė

| Литва | Це незавершена стаття з географії Литви. Ви можете допомогти проєкту, виправивши або дописавши її. |